# Попытка государственного переворота в Бурунди (1965)
Попытка государственного переворота в Бурунди в октябре 1965 года — стремление офицеров хуту свергнуть монархию тутси и установить авторитарный режим. 
18–19 октября 1965 г. группа офицеров-хуту из бурундийских вооруженных сил попыталась свергнуть правительство Бурунди в результате государственного переворота. Повстанцы были недовольны явным привилегированным положением в монархической Бурунди этнического меньшинства тутси после периода эскалации этнической напряженности после обретения национальной независимости от Бельгии в 1962 году. Хотя премьер-министр был ранен, переворот провалился и вскоре вызвал ответную реакцию против хуту, в результате которой тысячи людей, в том числе участники переворота, погибли. 
Переворот также способствовал радикализации части тутси, которые выступили против умеренного монархического режима королевской семьи, принадлежавшей к тутси, результатом чего стали еще два переворота, кульминацией которых стало упразднение исторической монархии в ноябре 1966 года и приход к власти Мишеля Мичомберо, установивший диктаторский режим.

## Предпосылки переворота
1 июля 1962 года бельгийский мандат Руанда-Урунди получил независимость , в результате чего были созданы Республика Руанда и Королевство Бурунди. В обоих государствах традиционно были монархии, в которых преобладала этническая группа тутси над этническим большинством хуту, но монархия в Руанде была упразднена в результате революции 1959–1961. В первые годы независимости Бурунди, казалось, достиг баланса между этническими группами, правительство которой было представлено различными этническими группами, частично управляемое мвами (король) Мвамбутса IV, который был популярен среди всех групп, но сам был тутси. И тутси, и хуту, и ганва были частью доминирующей политической партии «УПРОНА» («Союз за национальный прогресс»). 
В октябре 1961 года, незадолго до назначенной даты обретения независимости, премьер-министр Бурунди принц Луи Рвагасоре был убит, что усилило межэтническую напряженность в стране . 
После периода правления премьер-министров тутси, 7 января 1965 года Мвамбутса IV на должность премьер-министра назначил Пьера Нгендандумве, представителя хуту. Но Нгендандумве был убит через неделю после назначения руандийским тутси. Выборы, состоявшиеся в мае 1965 г., прошли в атмосфере сильной межнациональной напряженности. Кандидаты хуту получили большинство, но Мвамбутса IV сместил премьер-министра хуту Жозеф Бамина и вместо него в октябре 1965 года назначил кандидата тутси Леопольд Биа.

## Переворот и последствия
Назначение Биа премьер-министром вызвало разногласия между хуту и монархией. 18–19 октября 1965 года группа офицеров хуту в армии предприняла попытку государственного переворота против возглавляемого тутси правительства.
Небольшая группа членов армии и жандармерии хуту прошла маршем к королевскому дворцу. Их возглавляли депутат Джервейс Ньянгома и командир жандармерии Антуан Серукваву. Премьер-министр Биа был ранен. Переворот был подавлен войсками во главе с офицером тутси Мишелем Мичомберо. 23 октября 34 солдата хуту, участвовавших в перевороте и арестованных правительственными силами, были казнены . В ответных нападениях, осуществленных солдатами тутси, ряд влиятельных фигур хуту, не участвовавших в попытке переворота, были арестованы и убиты. В их числе был экс-премьер Ж. Бамина. Насилие рассматривалось как прелюдия к геноциду 1972 года . Руководил репрессиями министр юстиции Артемон Симбанание.
В результате переворота Мвамбутса IV отправился в изгнание и больше не возвращался в Бурунди. Провал военного переворота хуту вызвал ответную реакцию тутси и заложил основу для захвата власти крайне радикальными группировками тутси, которые сначала сместили Мвамбутса IV и помогли новому мвами Нтаре V занять престол, а затем в ноябре 1966 года полностью отменив монархию. Мичомберо, позже назначенный премьер-министром, возглавил второй государственный переворот и стал первым республиканским президентом Бурунди и фактическим диктатором страны до 1976 года.